# Eikenweerschijnzwam
De eikenweerschijnzwam (Inonotus dryadeus) is een schimmel behorend tot de familie Hymenochaetaceae. Hij komt voor op levende (vaak wondplekken) stammen en stronken van loofbomen. Hij wordt meestal waargenomen op eik, esdoorn, iep en kastanje.

## Kenmerken
De vruchtlichamen vormen eens per jaar in de zomer tot herfst en zijn oker- tot roodbruin van kleur, met aan de bovenkant veel putjes. Het vruchtlichaam is 10 tot 20 centimeter breed en heeft een fluwelig oppervlak. De poriën zijn grijs tot gelig.

## Eetbaarheid
De eikenweerschijnzwam is geen eetbare paddenstoel.